# Мъркащи котки
Мъркащи котки (Felinae) се нарича едно от двете подсемейства на семейство Коткови (Felidae). В стари класификации на семейството са отделяни три подсемейства. Третото е било това на гепардите (Acinonychinae), но съвременни генетични изследвания доказват родството им с пумите и следователно същите биват причислени към мъркащите котки.
Предмет на спор дълго време е било и класификацията на мраморната котка, която дълго време е смятана за представител на големите ръмжащи котки. Днес много учени смятат, че видът трябва да бъде причислен към настоящото подсемейство. Подсемейството е известно още и с името Малки котки. Това обаче не означава непременно, че не се срещат и едри видове.
Най-ранните сведения за съществуване на представител на подсемейството е фосил от Felis attica, датиран от късен миоцен (9 Ma) от западна Евразия.

## Класификация
| - Род Acinonyx Brookes, 1828 - Acinonyx aicha Geraads, 1997 † - Acinonyx intermedius Thenius, 1954 † - Acinonyx jubatus Schreber, 1775 – Гепард - Acinonyx kurteni Christiansen and Mazák, 2008 † – Плиоценски китайски гепард - Acinonyx pardinensis Croizet e Joubert, 1928 † – Гигантски гепард - Род Caracal Gray, 1843 – Каракали - Caracal caracal Schreber, 1776 – Каракал - Caracal aurata Temminck, 1827 – Африканска златна котка - Род Catopuma Severtzov, 1858 - Catopuma badia Gray, 1874 – Борнейска котка - Catopuma temminckii Vigors & Horsfield, 1827 – Азиатска златна котка - Род Felis Linnaeus, 1758 - Felis attica Wagner, 1857 † - Felis bieti Milne-Edwards, 1892 – Китайска планинска котка - Felis catus Linnaeus, 1758 – Котка - Felis chaus Schreber, 1777 – Тръстикова котка - Felis lunensis Martelli, 1906 † - Felis margarita Loche, 1858 – Пясъчна котка - Felis nigripes Burchell, 1824 – Чернолапа котка - Felis silvestris Schreber, 1775 – Дива котка - Род Otocolobus - Otocolobus manul Петер Симон Палас, 1776 – Манул - Род Leopardus Gray, 1842 - Leopardus braccatus Cope, 1889 – Пантаналска котка - Leopardus colocolo Molina, 1782 – Колоколо - Leopardus geoffroyi d'Orbigny & Gervais, 1844 – Котка на Жофроа - Leopardus guigna Molina, 1782 – Кодкод - Leopardus jacobitus Cornalia, 1865 – Андска котка - Leopardus pajeros Desmarest, 1816 – Пампасна котка - Leopardus pardalis Linnaeus, 1758 – Оцелот - Leopardus tigrinus Schreber, 1775 – Онцила - Leopardus wiedii Schinz, 1821 – Маргай | - Род Leptailurus Severtzov, 1858 - Leptailurus serval Schreber, 1776 – Сервал - Род Lynx Kerr, 1792 - Lynx canadensis Kerr, 1792 – Канадски рис - Lynx lynx Linnaeus, 1758 – Рис - Lynx pardinus Temminck, 1827 – Иберийски рис - Lynx rufus Schreber, 1777 – Червен рис - Род †Miracinonyx - †Miracinonyx trumani - †Miracinonyx inexpectatus - †Miracinonyx studeri - Род †Nimravides - †Nimravides catacopsis - †Nimravides pedionomus - †Nimravides hibbardi - †Nimravides galiani - †Nimravides thinobates - Род Pardofelis Severtzov, 1858 - Pardofelis marmorata Martin, 1837 – Мраморна котка - Род Prionailurus Severtzov, 1858 - Prionailurus bengalensis Kerr, 1792 – Бенгалска котка - Prionailurus iriomotensis Imaizumi, 1967 – Ириомотенска котка - Prionailurus planiceps Vigors & Horsfield, 1827 – Плоскоглава котка - Prionailurus rubiginosus Geoffroy Saint-Hilaire, 1831 – Ръждивопетниста котка - Prionailurus viverrinus Bennett, 1833 – Котка рибар - Род Puma Jardine, 1834 - Puma concolor Linnaeus, 1771 – Пума - Puma yagouaroundi Geoffroy, 1803 – Ягуарунди |